# 우에스기촌
우에스기촌(上杉村)은 니가타현 나카쿠비키군에 있던 촌이다. 

## 역사
- 1889년 4월 1일 - 정촌제 시행에 수반해 나카쿠비키군 우에스기촌이 성립하였다.
- 1955년 10월 1일 - 사토이기미노촌, 히다모리촌과 합병해 산와촌이 되어 소멸하였다.

## 참고문헌
- 『市町村名変遷辞典』東京堂出版、1990年